# Емельница (гмина)
Емельница (пол. Jemielnica) — сельская гмина (волость) в Польше, входит как административная единица в Стшелецкий повет, Опольское воеводство. Население — 7627 человек (на 2004 год).

## Демография
| Перепись                       | Всего   | Всего | Женщины | Женщины | Мужчины | Мужчины |
| ------------------------------ | ------- | ----- | ------- | ------- | ------- | ------- |
| Единицы                        | человек | %     | человек | %       | человек | %       |
| Население                      | 7627    | 100   | 3861    | 50,6    | 3766    | 49,4    |
| Плотность населения (чел./км²) | 67,4    | 67,4  | 34,1    | 34,1    | 33,3    | 33,3    |

## Поселения
1. Барут
2. Бокове
3. Центава
4. Гонсёровице
5. Емельница
6. Лазиска
7. Пётрувка
8. Верхлесе

## Соседние гмины
1. Гмина Колёновске
2. Гмина Стшельце-Опольске
3. Гмина Велёвесь
4. Гмина Завадзке

## Достопримечательности
Известной туристической достопримечательностью в этом районе является аббатство Химмельвиц, где в 1620 году умер немецкий композитор эпохи барокко Йоханнес (Иоганн) Нуциус.